# Martha Coffin Wright
Martha Coffin Wright (Boston, 25 dicembre 1806 – Boston, 4 gennaio 1875) è stata un'insegnante statunitense, femminista, abolizionista e firmataria della Dichiarazione dei Sentimenti.

## Gli anni della giovinezza
Martha Coffin nacque a Boston, Massachusetts, il giorno di Natale del 1806; era la più giovane figlia di Anna Folger e Thomas Coffin, un commerciante ed ex capitano di navi di Nantucket. Quando la famiglia risiedeva a Nantucket, Anna Folger aveva avuto già due figlie, morte in tenera età, quattro figlie Sarah, Lucretia, Eliza e Mary e un figlio, Thomas. Si trasferirono a Boston nel 1804 e poi a Filadelfia.

Qui Thomas Coffin apri una fabbrica di chiodi. Gli affari non andarono bene. Inoltre Thomas si ammalò di tifo e morì a 48 anni (1815). Toccò ad Anna l'onere di pagare i debiti lasciati dal marito e di sostenere la famiglia. Anna trasformò l'ampia casa in un pensionato, condividendo la camera da letto con le figlie Sarah e Martha, e affittando le altre stanze.
Martha fu educata in scuole Quacchere prima a Filadelfia e poi, dal 1821, nel college di Westtown, sempre gestito da quaccheri. Nel 1822 Martha ritornò a casa a Filadelfia e si innamorò di un ospite del pensionato, il capitano Peter Pelham.
Martha sposò Peter Pelham del Kentucky il 18 novembre 1824. Il matrimonio non fu apprezzato in quanto Peter non era quacchero e la comunità dei quaccheri non approva il matrimonio con appartenenti ad altre confessioni religiose. La coppia si trasferì, dopo un viaggio fortunoso, in una fortezza di frontiera a Tampa Bay in Florida. Ebbero una figlia. Peter morì il 19 luglio 1826, lasciando la diciannovenne Martha vedova con un bambino neonato. Martha si trasferì nella parte settentrionale dello stato di New York per insegnare pittura e scrittura in una scuola quacchera femminile. Sposò un giovane studente di legge di nome David Wright il 18 novembre 1829; con lui visse per il resto della sua vita ed ebbero sei figli.

## La Seneca Falls Convention
La più anziana sorella di Martha, Lucrezia Coffin Mott era una eminente predicatrice quacchera. Nel luglio del 1848, visitò la casa di Martha a Auburn (New York). Durante quella visita, Martha e Lucrezia si incontrarono con Elizabeth Cady Stanton e altre due donne e decisero di tenere un convegno nella vicina Seneca Falls (New York) per discutere la necessità di maggiori diritti per le donne.
L'importanza della Convenzione di Seneca Falls fu riconosciuta dal Congresso nel 1980 con la creazione del sito Women's Rights National Historical Park, gestito dal National Park Service. Il Centro Visitatori del Parco oggi dispone di un gruppo di statue a grandezza naturale in bronzo per onorare le donne e gli uomini che nel 1848 avviarono il movimento organizzato dei diritti delle donne e del suffragio femminile. La statua di Martha la mostra come era allora, visibilmente incinta. Nel 2005, il parco aprì una mostra sul rapporto tra Lucrezia e Martha. Nel 2008, il parco presentò una mostra focalizzata su Martha.

## I diritti delle donne e l'abolizionismo
Dopo la Convenzione di Seneca Falls Martha Wright partecipò ad una serie di convegni statali e National Women's Rights Conventions annuali, a vario titolo, spesso con la funzione di presidente. Fu attiva anche nel movimento abolizionista. Le problematiche dei diritti delle donne avevano molto in comune con quelle dell'abolizionismo. Con la sorella Lucrezia, Martha partecipò alla riunione di fondazione della American Antislavery Society a Filadelfia nel 1833.

## L'Underground Railroad
La casa di Martha a Auburn (New York), faceva parte della Underground Railroad dove ospitava gli schiavi fuggitivi. Divenne una cara amica e sostenitrice di Harriet Tubman.

## Ellen Wright
La figlia di Martha, Ellen Wright (1840-1931), fu una sostenitrice dei diritti delle donne e soprattutto del suffragio femminile. Nel 1864, sposò William Lloyd Garrison, Jr. (1838-1909), un eminente sostenitore della single tax, del libero scambio,del suffragio femminile e dell'abrogazione del Chinese Exclusion Act. William era figlio dell'abolizionista William Lloyd Garrison. Ellen e la figlia di William, Eleanor Garrison (1880-1974), lavorarono per la National American Woman Suffrage Association.

## Riconoscimenti
Il 9 ottobre 2007 la risoluzione 588 della Camera dei rappresentanti intitolata Recognizing Martha Coffin Wright on the 200th anniversary of her birth and her induction into the National Women's Hall of Fam venne approvata alla Camera dei Rappresentanti americana.